# Melpomene

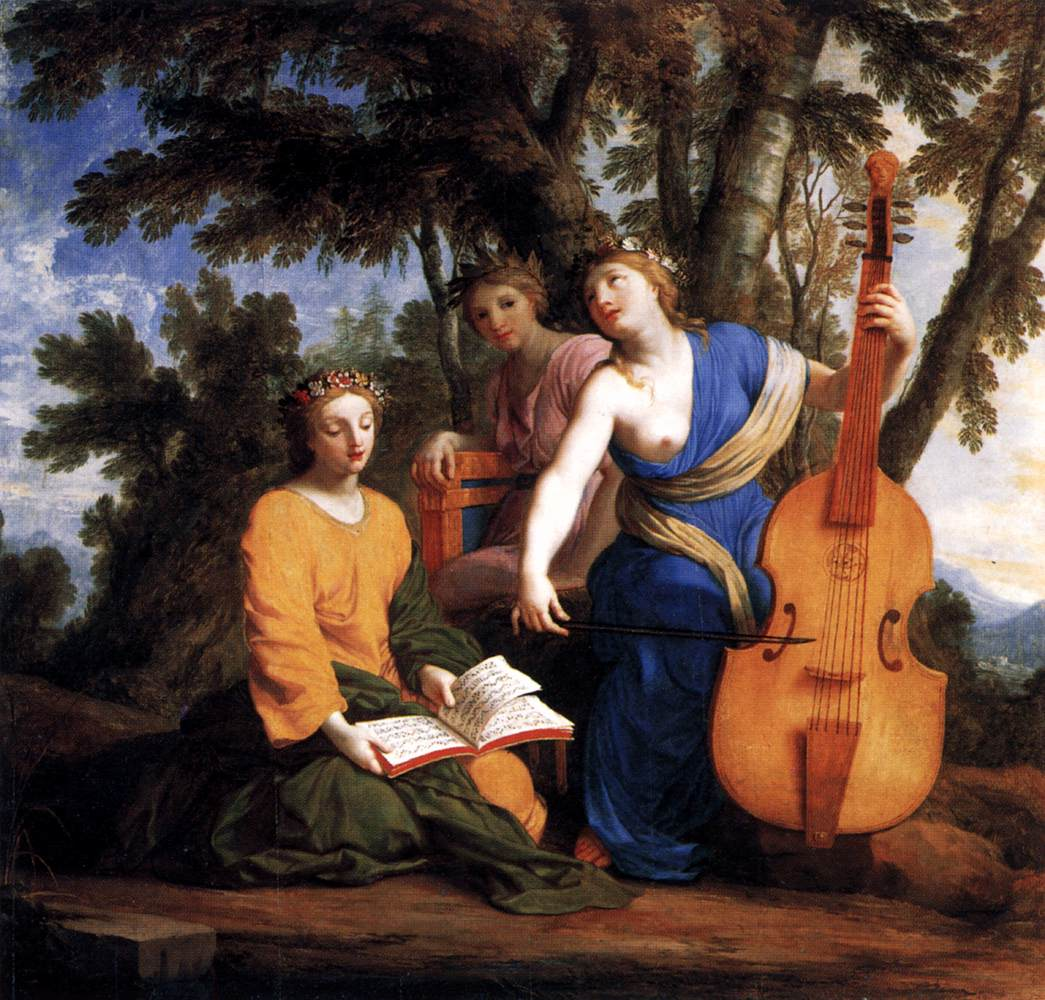
Melpomene, Erato și Polymnia
(tablou de Eustache Le Sueur)

În mitologia greacă, Melpomene este considerată una dintre cele nouă muze, fiica lui Zeus și Mnemosyne.

## Mitologie
Numele muzei provine de la cuvântul grec echivalent cu a celebra cu dans și cântec. La început, Melpomene era muza cântării, dar în perioada clasică a devenit muza tragediei. În picturi, apare cu o mască tragică.
Melpomene este menționată de Hesiod, Apollodorus, Lycophron și Diodorus Siculus.
Celelalte opt muze sunt: Calliope, Clio, Erato, Euterpe, Polyhymnia, Terpsichore, Thalia și Urania.